# Muslim Sadułajew
Muslim Sułtanowicz Sadułajew (ros. Муслим Султанович Садулаев; ur. 17 października 1995) – rosyjski zapaśnik, czeczeńskiego pochodzenia, startujący w stylu wolnym. Wicemistrz Europy w 2019. Pierwszy w Pucharze Świata w 2019. Trzeci na mistrzostwach Rosji w 2018 roku.